# CK Волос Вероники
CK Волос Вероники (лат. CK Comae Berenices) — одиночная переменная звезда** в созвездии Волос Вероники на расстоянии приблизительно 20352 световых лет (около 6240 парсек) от Солнца. Видимая звёздная величина звезды — от +15,5m до +14,2m.

## Характеристики
CK Волос Вероники — жёлто-белая пульсирующая переменная звезда типа RR Лиры (RRAB) спектрального класса F0-F5. Эффективная температура — около 6177 K.